# Débarquement de la baie de Nassau
Théâtre du Pacifique Sud-Ouest de la Seconde Guerre mondiale
Batailles
- Mubo
- Bobdubi
- Crête Lababia
- Baie de Nassau
- Crête Roosevelt
- Mont Tambu
- Lae
- Nadzab

Le débarquement de la baie de Nassau est un débarquement amphibie mené entre le 30 juin et le 6 juillet 1943 par les forces alliées dans la baie de Nassau pendant la campagne de Nouvelle-Guinée de la Seconde Guerre mondiale. 
L'opération a été entreprise afin que les Alliés puissent sécuriser une tête de pont pour établir un point d'approvisionnement afin de raccourcir leurs lignes d'approvisionnement pour l'attaque proposée sur Salamaua dans le cadre de la campagne Salamaua-Lae et a abouti à une force de la taille d'un bataillon d'infanterie américaine et d'éléments de soutien débarqué en grande partie sans opposition sur le flanc sud-est de la zone de combat.
En raison du mauvais temps, la force de débarquement a subi de lourdes pertes d'équipement, la plupart des péniches de débarquement américaines ayant fait naufrage dans une mer agitée. Néanmoins, les troupes américaines ont pu sécuriser une bande de terre, avançant vers le nord dans le cadre d'une campagne de flanc sur Salamaua, qui a été lancée en conjonction avec des attaques des forces australiennes plus à l'ouest. Les forces australiennes ont également fourni un soutien lors du débarquement, marquant les plages du débarquement et effectuant des attaques de diversion contre les forces japonaises voisines. Le débarquement a ensuite été exploité avec deux autres bataillons d'infanterie américains débarqués début juillet, ainsi que des batteries d'artillerie australiennes et américaines, qui ont été utilisées pour aider à réduire les positions japonaises autour de la zone de combat de Salamaua dans les mois suivants alors que les Alliés cherchaient à attirer les renforts Japonais loin de Lae.